# Alicja Majewska
Alicja Majewska (sinh ngày 30 tháng 5 năm 1948 tại Wrocław) là một ca sĩ người Ba Lan.

## Sự nghiệp
Alicja Majewska là ca sĩ thành viên của ban nhạc Partita từ năm 1971 đến năm 1974. Năm 1975, bà được nhận giải thưởng chính tại Liên hoan quốc gia về bài hát Ba Lan ở Opole. Alicja Majewska được trao giải Grand Prix tại liên hoan âm nhạc ở Rostock vào năm 1980 và cũng được vinh danh ở Havana vào năm 1985. Năm 2005, Alicja Majewska vinh dự được Bộ Văn hóa và Di sản Quốc gia (Ba Lan) trao tặng Huy chương đồng Huy chương Công trạng về văn hóa - Gloria Artis vì những cống hiến nổi bật đối với văn hóa và nghệ thuật.

## Đời tư
Năm 1972, Alicja Majewska kết hôn với phát thanh viên Janusz Budzyński. Họ ly hôn vào năm 1984.

## Đĩa hát
- 1976: Bywają takie dni
- 1987: Piosenki Korcza i Młynarskiego
- 1989: For New Love
- 1991: Kolędy w teatrze STU - kết hợp cùng Halina Frąckowiak và Andrzej Zaucha
- 1994: Jeszcze się tam żagiel bieli - The best of
- 1997: Świat w kolorze nadziei
- 1999: Być kobietą - Złota kolekcja
- 2005: Odkryjemy miłość nieznaną
- 2006: Majewska - Korcz - Live
- 2006: Idzie kolęda, polska kolęda
- 2011: Pieśni sakralne
- 2016: Wszystko może się stać
- 2019: Żyć się chce